# Gesellschaft der Musikfreunde

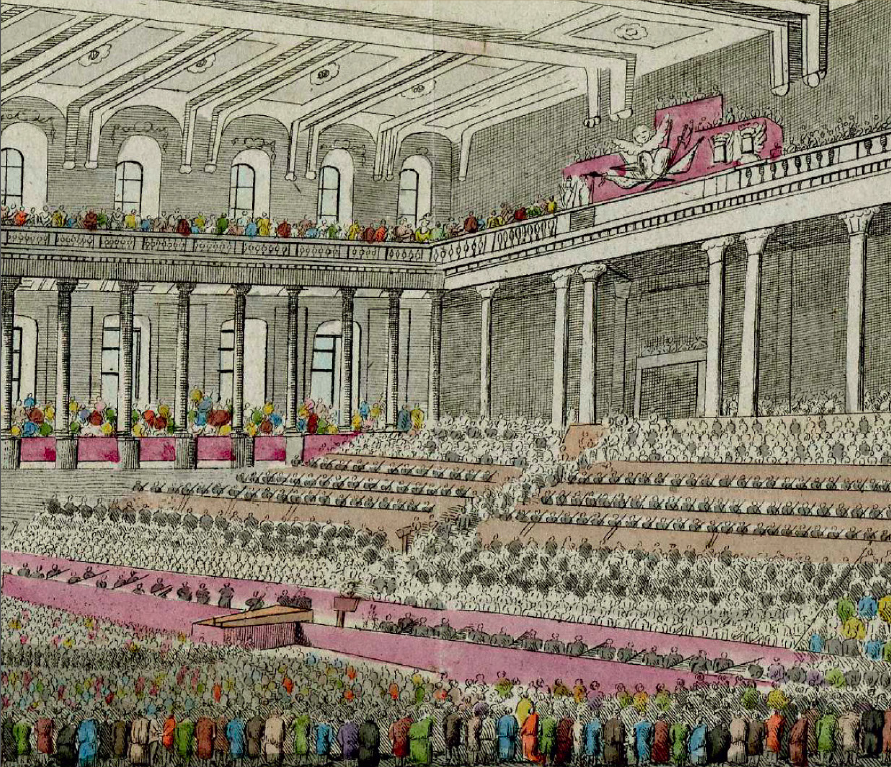
First Concert 1812 Alexander's Feast

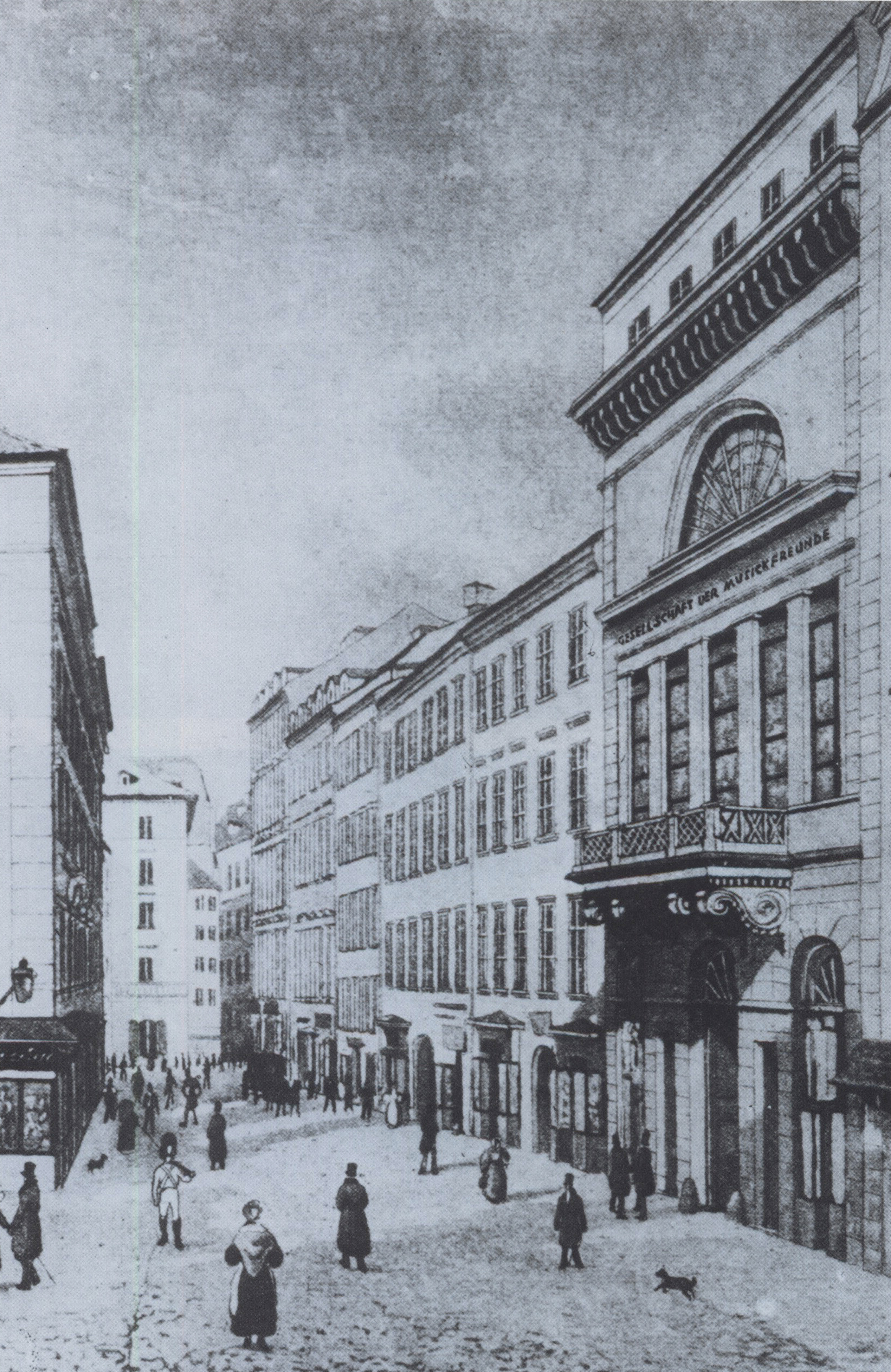
Musikvereinsgebäude (1831-1870) in den Tuchlauben (Haus zum Roten Igel)

La Gesellschaft der Musikfreunde (Sociedad de amigos de la música) es una asociación que fue fundada en 1812 por Joseph von Sonnleithner, quien era secretario general del Court Theatre, de Viena. Los estatutos de la Sociedad, promovidos en 1814, establecieron que el propósito de la Sociedad era el fomentar la música en todos sus ámbitos. En 1869, el compositor ruso Antón Rubinstein fue designado director de los conciertos que hacía la Sociedad. Duró muy poco en el cargo, y fue sucedido por Johannes Brahms.
La Gesellchaft der Musikfreunde es la fundadora del Conservatorio de Viena, y es la responsable de la construcción de la sala de conciertos Musikverein de Viena en 1870.
- Datos: Q694323
- Multimedia: Gesellschaft der Musikfreunde in Wien / Q694323